# Rivière du Petit Moulin
Pour les articles homonymes, voir Moulin (homonymie) et rivière du Moulin.
La rivière du Petit Moulin est un affluent de la rive sud de la rivière Tortue Sud-Ouest, laquelle coule vers le nord-est pour se déverser sur la rive ouest de la rivière Tortue ; cette dernière coule vers le nord et va se déverse sur la rive sud du fleuve Saint-Laurent, à l'est du village de L'Islet-sur-Mer.
La rivière du Petit Moulin coule exclusivement dans la municipalité de L'Islet, dans la municipalité régionale de comté (MRC) de L'Islet, dans la région administrative de Chaudière-Appalaches, au Québec, au Canada.

## Géographie
La rivière du Petit Moulin prend sa source à l'est du bras Saint-Nicolas, dans le secteur Saint-Eugène, de L'Islet. Cette source est située en zone agricole au sud-est de l'autoroute 20, à 4,2 km au sud-est de la rive sud du fleuve Saint-Laurent, à 3,4 km au nord-ouest du centre du village de Saint-Cyrille-de-Lessard et à 3,8 km au sud-est du centre du village de Saint-Eugène.
À partir de sa source, la rivière du Petit Moulin coule sur 8,7 km, répartis selon les segments suivants :
- 1,9 km vers l'ouest, jusqu'à la route 285 (boulevard Nilus-Leclerc) ;
- 2,6 km vers le nord-ouest, jusqu'à revenir au boulevard Nilus-Leclerc, qu'elle coupe au sud-est du village de Saint-Eugène ;
- 2,8 km vers le nord, jusqu'à l'autoroute 20 ;
- 1,4 km vers le nord-ouest, jusqu'à sa confluence.

La rivière du Petit Moulin se déverse sur la rive sud de la rivière Tortue Sud-Ouest. Cette confluence est située à 2,2 km au sud-est de la rive sud du fleuve Saint-Laurent, à 4,0 km en amont de la confluence de la rivière Tortue Sud-Ouest et du côté nord-est du village de L'Islet.

## Toponymie
Jadis, lorsqu'une rivière comportait un moulin à scie ou à farine, les paroissiens canadiens français désignaient populairement ce cours d'eau comme la rivière du Moulin". Le moulin était habituellement érigé en un lieu où la dénivellation était plus significative afin de pouvoir tirer avantage du pouvoir de l'eau pour actionner les turbines et où l'accès routier était favorable. Par ailleurs, en hiver, les chemins de glace sur les rivières permettaient de transporter les troncs coupés vers les moulins à scie. En conséquence, les cartographes et les arpenteurs ont conservé l'appellation populaire dans les documents officiels, notamment les cartes géographiques.
Le toponyme Rivière du Petit Moulin a été officialisé le 5 décembre 1968 à la Commission de toponymie du Québec.